# Boreomysis oparva
Boreomysis oparva är en kräftdjursart som beskrevs av Saltzman och Bowman 1993. Boreomysis oparva ingår i släktet Boreomysis och familjen Mysidae. Inga underarter finns listade i Catalogue of Life.